# The Click (grupo)
The Click é um grupo de hip hop da área da baía de São Francisco, da cidade de Vallejo, Califórnia, ativo de 1986 a 2001. Eles lançaram três álbuns de estúdio.

## Discografia

### Álbuns
| Ano  | Título                | Posições nas paradas | Posições nas paradas |
| Ano  | Título                | U.S.                 | U.S. R&B             |
| ---- | --------------------- | -------------------- | -------------------- |
| 1992 | Down and Dirty        | –                    | 87                   |
| 1995 | Game Related          | 21                   | 3                    |
| 2001 | Money & Muscle        | 99                   | 23                   |
| 2003 | The Best Of The Click | -                    | -                    |

### EPs
- 1990: Let's Side